# Lexington County
Lexington County ist ein County im Bundesstaat South Carolina der Vereinigten Staaten. Das U.S. Census Bureau hat bei der Volkszählung 2020 eine Einwohnerzahl von 293.991 ermittelt. Der Verwaltungssitz (County Seat) ist Lexington.

## Geographie
Das County liegt etwas westlich des geographischen Zentrums von South Carolina und hat eine Fläche von 1963 Quadratkilometern, wovon 152 Quadratkilometer Wasserfläche sind. Es grenzt im Uhrzeigersinn an folgende Countys: Richland County, Orangeburg County, Calhoun County, Aiken County, Saluda County und Newberry County.

## Geschichte
Lexington County wurde 1804 gebildet. Benannt wurde es nach der Schlacht von Lexington im Amerikanischen Unabhängigkeitskrieg.

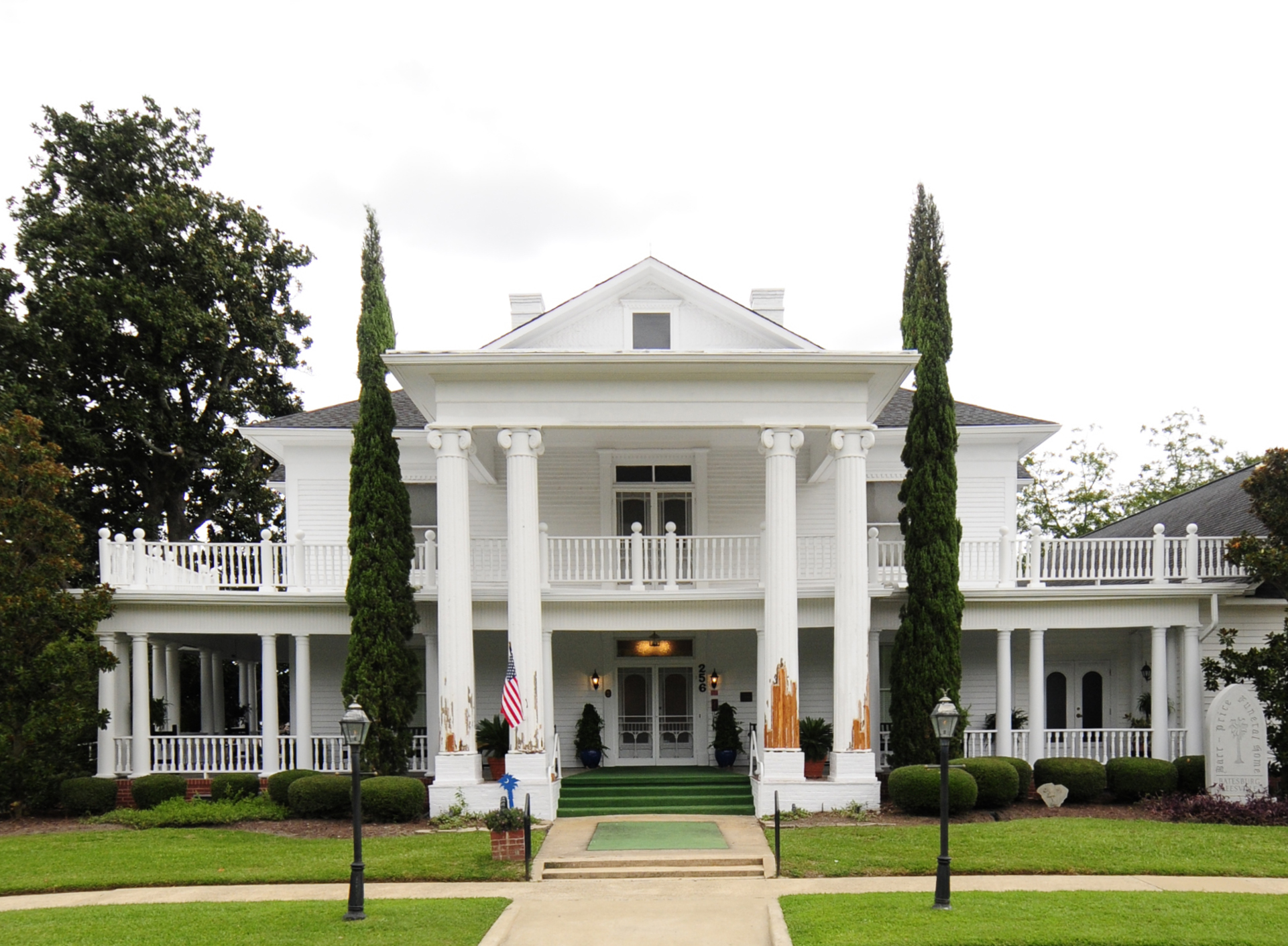
Haus im Leesville College Historic District. Dieser Historic District ist einer von 59 Einträgen des Countys im NRHP.

59 Bauwerke und Stätten des Countys sind im National Register of Historic Places (NRHP) eingetragen (Stand 28. Juli 2018).

## Demografische Daten
Nach der Volkszählung im Jahr 2000 lebten im Lexington County 216.014 Menschen in 83.240 Haushalten und 59.849 Familien. Die Bevölkerungsdichte betrug 119 Einwohner pro Quadratkilometer. Ethnisch betrachtet setzte sich die Bevölkerung zusammen aus 84,18 Prozent Weißen, 12,63 Prozent Afroamerikanern, 0,34 Prozent amerikanischen Ureinwohnern, 1,05 Prozent Asiaten, 0,04 Prozent Bewohnern aus dem pazifischen Inselraum und 0,79 Prozent aus anderen ethnischen Gruppen; 0,98 Prozent stammten von zwei oder mehr Ethnien ab. 1,92 Prozent der Bevölkerung waren spanischer oder lateinamerikanischer Abstammung.
Von den 83.240 Haushalten hatten 35,5 Prozent Kinder unter 18 Jahre, die bei ihnen lebten. 56,6 Prozent waren verheiratete, zusammenlebende Paare, 11,6 Prozent waren allein erziehende Mütter, 28,1 Prozent waren keine Familien, 22,5 Prozent waren Singlehaushalte und in 6,9 Prozent lebten Menschen mit 65 Jahren oder darüber. Die Durchschnittshaushaltsgröße betrug 2,56 und die durchschnittliche Familiengröße betrug 3,01 Personen.
26,1 Prozent der Bevölkerung war unter 18 Jahre alt. 8,3 Prozent zwischen 18 und 24, 31,6 Prozent zwischen 25 und 44, 23,8 Prozent zwischen 45 und 64 und 10,2 Prozent waren 65 Jahre alt oder älter. Das Durchschnittsalter betrug 36 Jahre. Auf 100 weibliche Personen kamen 94,5 männliche Personen und auf 100 Frauen im Alter von 18 Jahren und darüber kamen 91,3 Männer.
Das jährliche Durchschnittseinkommen eines Haushalts betrug 44.659 USD, das Durchschnittseinkommen einer Familie betrug 52.637 USD. Männer hatten ein Durchschnittseinkommen von 36.435 USD, Frauen 26.387 USD. Das Prokopfeinkommen betrug 21.063 USD. 6,4 Prozent der Familien und 9,0 Prozent der Bevölkerung lebten unterhalb der Armutsgrenze.